# Institut Chico Mendes de conservation de la biodiversité
L'institut Chico Mendes de conservation de la biodiversité (ICMBio) est une organisation publique fondé en 2007 par la ministre de l'Environnement Marina Silva pour gérer les 300 réserves écologiques, fauniques et biologiques de tout le Brésil qui s'étendent sur 770 000 km2, soit « une superficie supérieure à celle de l'Espagne » ou de la France.
Il est nommé en l'honneur de Chico Mendes, syndicaliste et militant écologiste assassiné en 1988.
Le budget de l'institut est réduit en 2019 par Jair Bolsonaro, de même que pour les autres organismes chargés de la protection de l'environnement.

## Lieux gérés par l'Institut
- Forêt nationale de Caçador
- Forêt nationale de Canela
- Forêt nationale de Capão Bonito
- Forêt nationale de Chapecó
- Forêt nationale de Contendas do Sincorá
- Forêt nationale de Cristópolis
- Forêt nationale de Ibirama
- Forêt nationale d'Itacaiunas
- Forêt nationale du Jamari
- Forêt nationale de Macauã
- Forêt nationale de Mário Xavier
- Forêt nationale de Mata Grande
- Forêt nationale de Mulata
- Forêt nationale de Negreiros
- Forêt nationale de Nísia Floresta
- Forêt nationale de Pacotuba
- Forêt nationale de Palmares
- Forêt nationale de Passa Quatro
- Forêt nationale de Passo Fundo
- Forêt nationale de Piraí do Sul
- Forêt nationale de Restinga de Cabedelo
- Forêt nationale de Ritápolis
- Forêt nationale de Roraima
- Forêt nationale de São Francisco
- Forêt nationale de São Francisco de Paula
- Forêt nationale de Saracá-Taquera
- Forêt nationale de Silvânia
- Forêt nationale de Sobral
- Forêt nationale de Tapirapé-Aquiri
- Forêt nationale de Três Barras
- Forêt nationale d'Urupadi